# 7-Metil-alfa-etiltriptamina
7-Metil-alfa-etiltriptamina (7-Me-αET) é um derivado triptamina relacionado a alfa-Etiltriptamina (αET). Possui efeitos farmacológicos similares a αET, mas é 3-4x mais potente como um agente liberador de serotonina, e 10x mai potente como um inibidor da monoamina oxidase, fazendo-a potencialmente perigosa na sua aplicação farmacológica quando compartilhada com drogas como a PMA e 4-MTA, a qual são conhecidas como sendo perigosas em humanos quando usadas em altas doses.